# Jump on Board
Jump on Board è il nono album in studio del gruppo musicale scozzese Texas, pubblicato il 21 aprile 2017.

## Tracce
1. Let's Work It Out – 3:41
2. Can't Control – 3:43
3. For Everything – 4:32
4. It Was Up to You – 3:18
5. Tell That Girl – 3:25
6. Sending A Message – 3:10
7. Great Romances – 3:28
8. Won't Let You Down – 4:59
9. Midnight – 3:17
10. Round the World – 3:46